# Lupinus mutabilis
Il tarwi o chocho (Lupinus mutabilis Sweet) è una leguminosa originaria della Cordigliera delle Ande.

## Distribuzione e habitat
La specie è diffusa in Colombia, Ecuador, Venezuela, Bolivia e Perù.

## Usi
Ha una grande importanza nella gastronomia di questi paesi sin dall'epoca pre-ispanica. Il suo alto contenuto di proteine, maggiore di quello della soia, la rendono una pianta di grande interesse per la nutrizione umana ed animale.